# Končarevo
Končarevo (en serbe cyrillique : Кончарево) est une localité de Serbie située sur le territoire de la ville de Jagodina, district de Pomoravlje. Au recensement de 2011, elle comptait 1 635 habitants.
Končarevo, officiellement classé parmi les villages de Serbie, est situé à proximité de la route européenne E75.

## Démographie

### Évolution historique de la population
| 1948  | 1953  | 1961  | 1971  | 1981  | 1991  | 2002  | 2011  |
| ----- | ----- | ----- | ----- | ----- | ----- | ----- | ----- |
| 1 604 | 1 659 | 1 696 | 1 665 | 1 645 | 1 687 | 1 628 | 1 635 |

|  |